# Liste der Flüsse in Niger

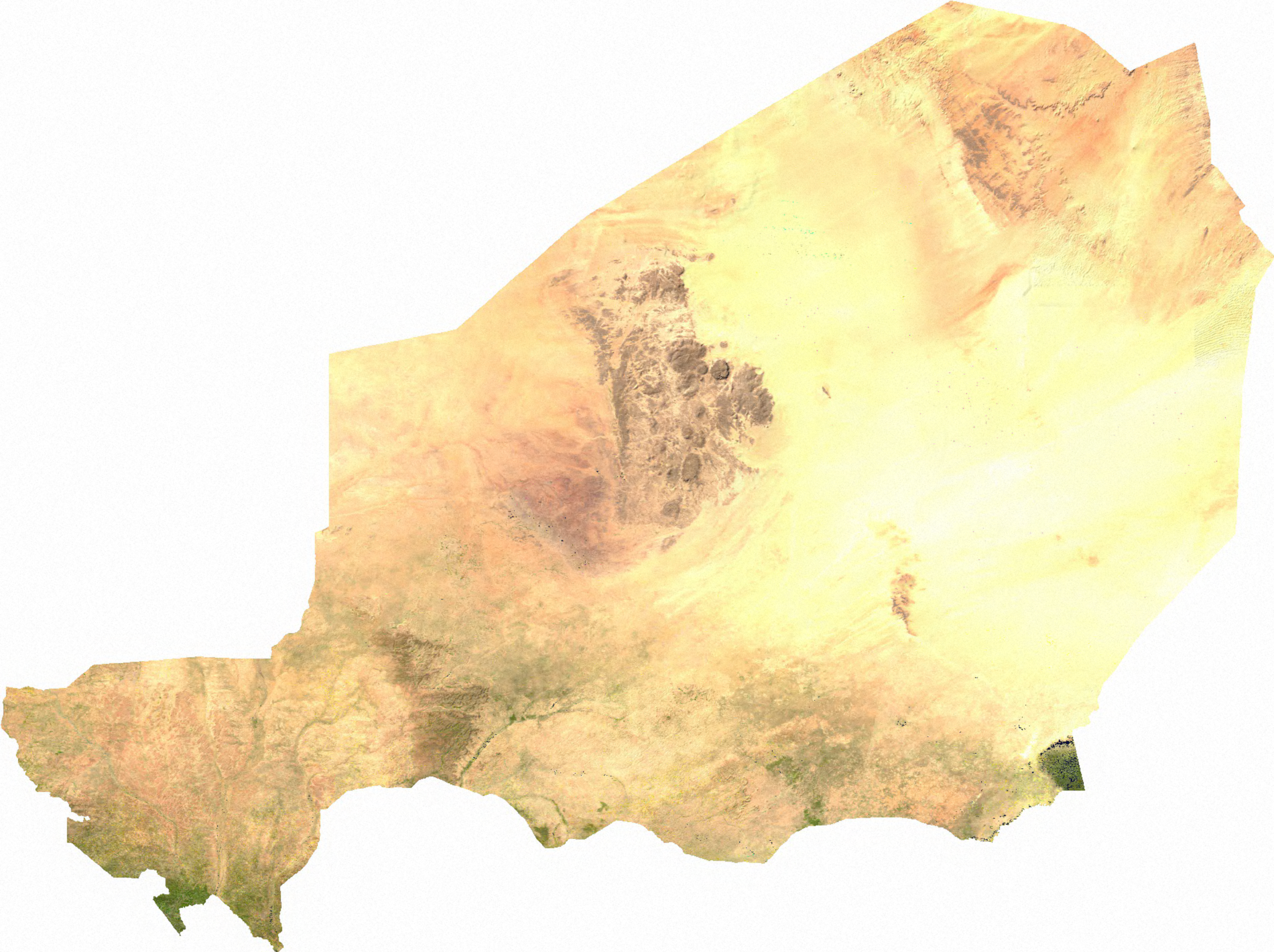
Vegetationsverteilung in Niger

Klimazonen in Niger

Dies ist eine Liste der Flüsse in Niger. Der Staat Niger entwässert über zwei Einzugsgebiete: das des Nigers und das des Tschadsees. Allerdings trägt der Staat Niger zu beiden Einzugsgebieten kaum etwas bei. In großen Teilen des Landes liegen die Niederschlagsmengen unter 200 mm. Viele Flussbette führen, wenn überhaupt, nur kurze Zeit im Jahr Wasser und erreichen meist weder den Tschadsee noch den Niger.
Das größte Einzugsgebiet ist das des Azawagh mit dem Dallol Bosso als Mündungsfluss. Es erstreckt sich als ein System von Wadis über die Gebirge Aïr in Niger, Hoggar in Algerien und Adrar des Ifoghas in Mali als Grenze und entwässerte zu humideren Zeiten das Ullemmeden-Becken.

## Niger

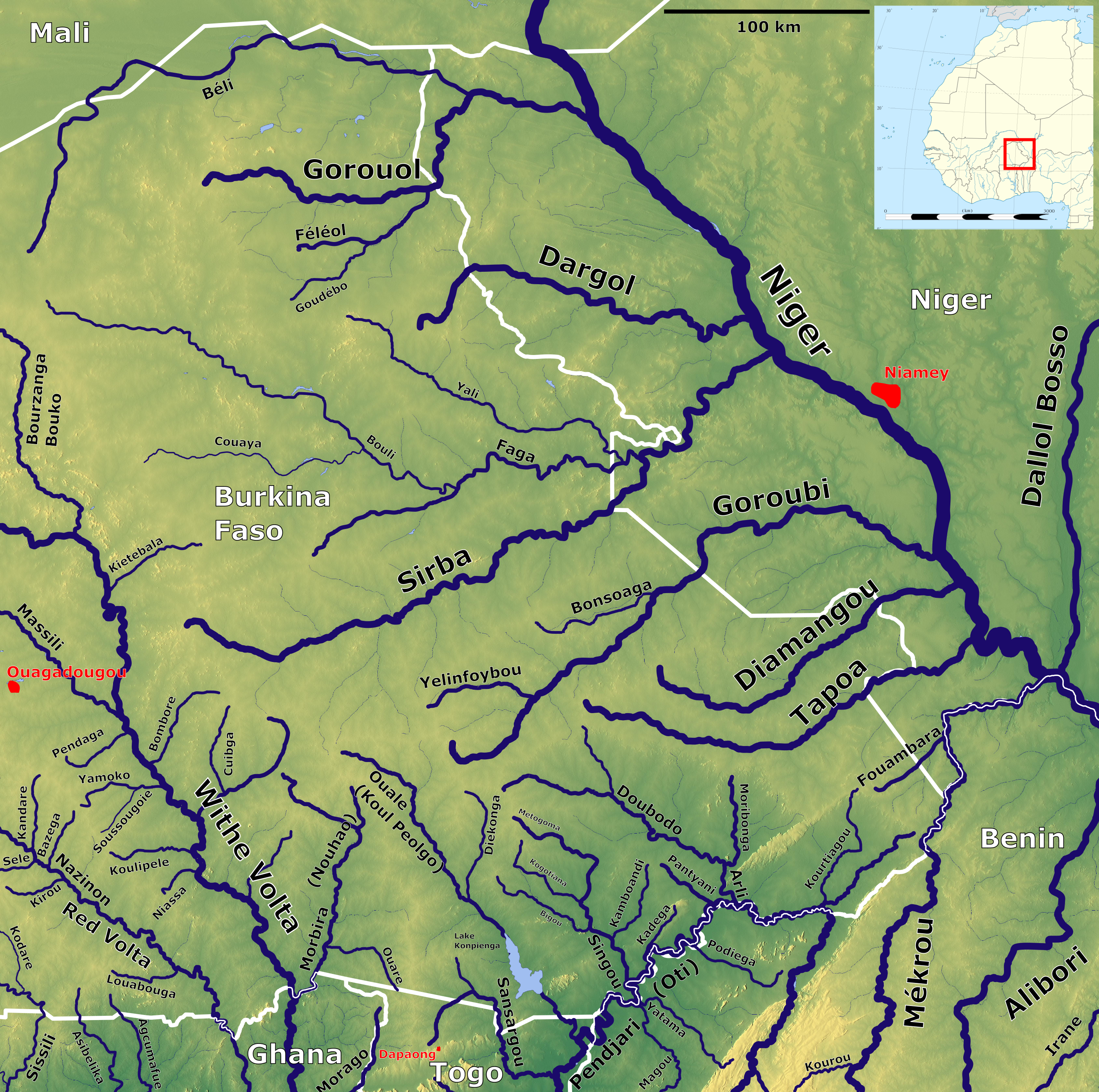
Östliches Burkina Faso mit den Niger-Zuflüssen

- Gorouol
  - Béli
- Dargol
- Sirba
  - Faga
- Goroubi
- Diamangou
- Tapoa
- Mékrou

### Dallol Bosso
- Azawagh
- Azar (Azhar)
  - Tin-Amzi
  - Zazir
  - Tin-Meghsoi
  - Irhazer-wan-Agadez

### Sokoto(überRima)

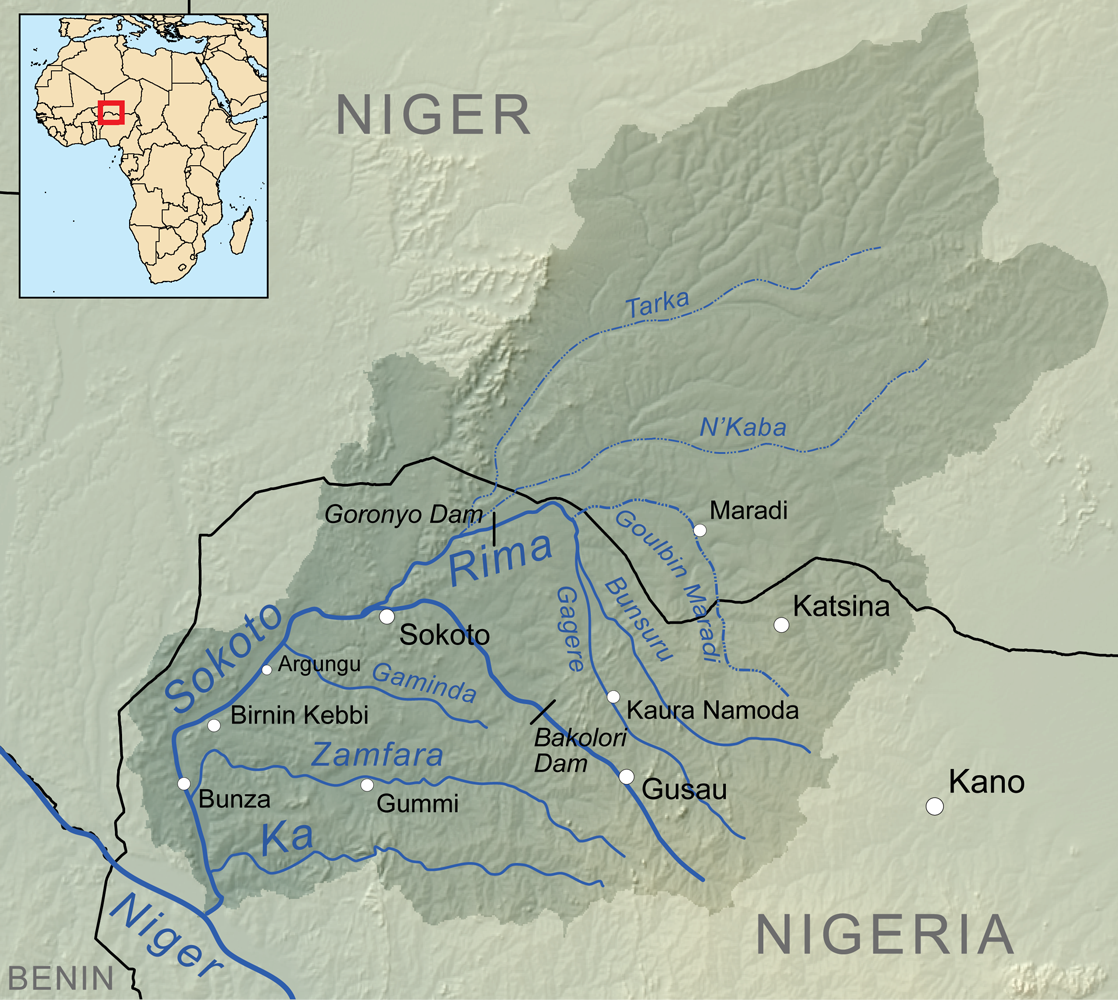
Sokoto-Einzugsgebiet

- Goulbi de Maradi
  - Goulbi de Gabi
- Maggia
- Goulbin Kaba
  - Goulbi El Fadama
    - Goulbi May Farou
- Tarka

### Weitere Niger-Zuflüsse
- Dallol Foga
  - Dallol Maouri

## Tschadsee

### Komadougou Yobé

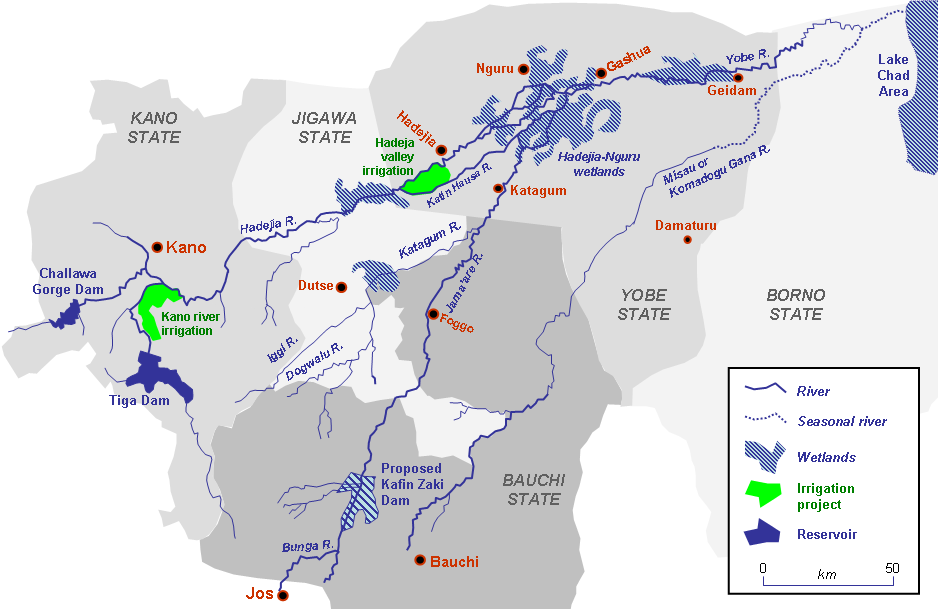
Komadougou-Yobé-Einzugsgebiet

- Komadougou Yobé
  - Korama
    - Zermou
    - Machaya

### Weitere Tschadsee-Zuflüsse
- Dilia de Lagané

## Einzugsgebietaufteilung des Landes in Prozent
| Einzugsgebiet | Quadratkilometer | Prozent der Landesfläche |
| ------------- | ---------------- | ------------------------ |
| Niger         | 563.939          | 44,5                     |
| Tschadsee     | 703.061          | 55,5                     |
| Gesamt        | 1.267.000        | 100                      |